# Petit Albert (grimoire)

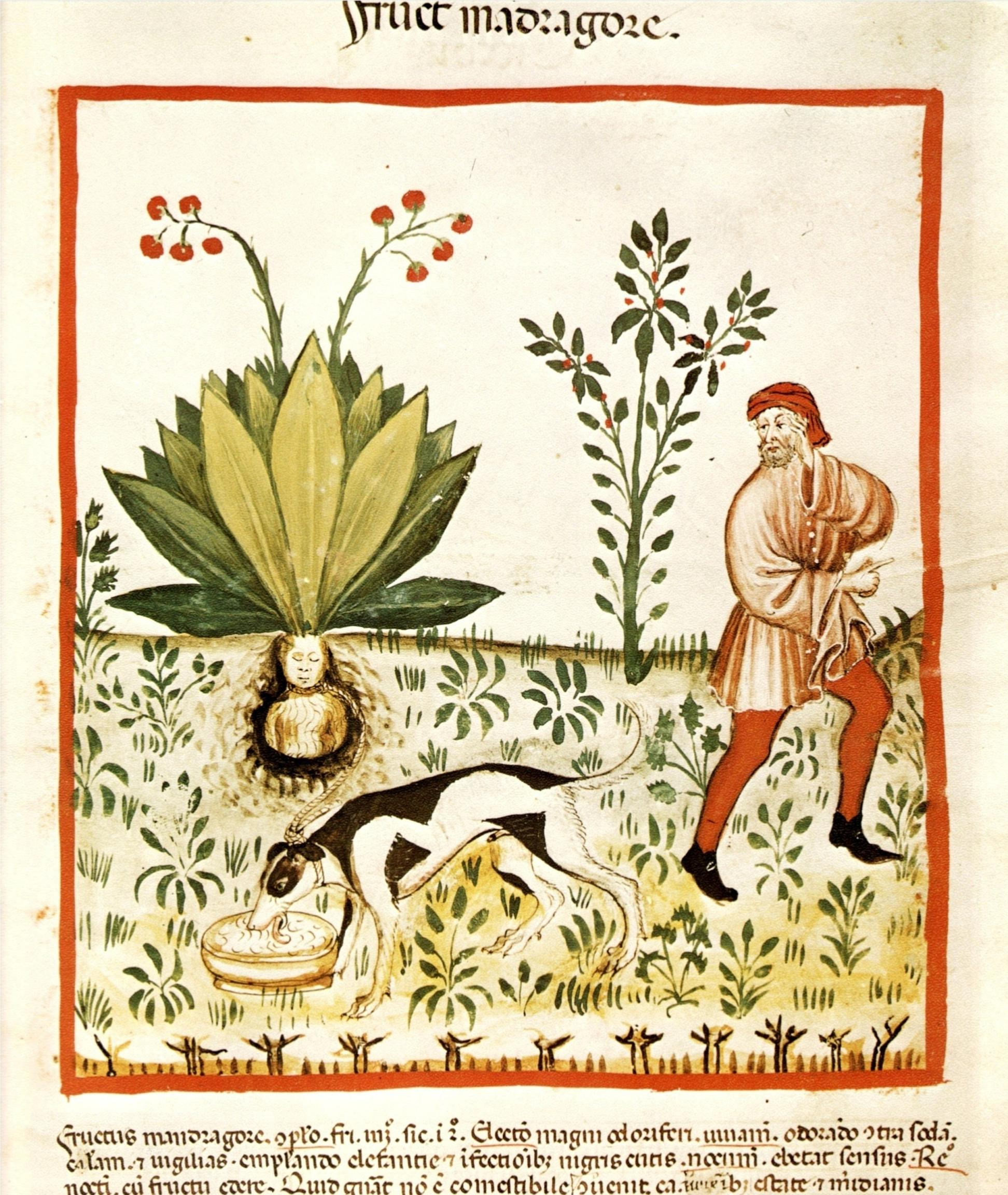
Arrachage d'une mandragore. Manuscrit Tacuinum Sanitatis, Bibliothèque nationale de Vienne, v. 1390.

Le Petit Albert est un grimoire dit « de magie », peut-être inspiré par les écrits de saint Albert le Grand et qui est, selon l'avis des historiens, une forgerie du XVIIe siècle.
Il est imprimé en France pour la première fois en 1668 à Bellegrade (qui est de toute évidence une localisation fantaisiste), puis réédité de façon continue, avec de nombreuses variantes ou adaptations. Apporté jusqu'au plus petit hameau dans les sacoches des colporteurs, il représente un succès d'édition phénoménal, malgré sa réputation sulfureuse ou grâce à elle. Il est associé à un ouvrage jumeau, le Grand Albert, et souvent à un almanach qui rend au moins, au paysan, les services d'un calendrier. C'est une œuvre composite, voire hétérogène, et peut-être un bric-à-brac, rassemblant des textes de valeur inégale écrits par (ou attribués à) différents auteurs ; la plupart de ces auteurs sont anonymes, mais certains sont estimables comme Albert le Grand ou Paracelse. Son texte relativement ancien (même si l'attribution à Albert le Grand est douteuse) en fait un document ethnologique de premier ordre.

## Le Grand Albert et le Petit Albert

### Sous l'égide d'Albert le Grand

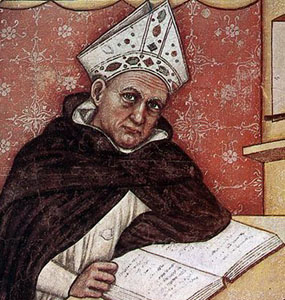
Albertus Magnus, fresque de Tommaso da Modena (1332), Trévise.

Le Petit Albert est en général mentionné en même temps que le Grand Albert, un autre grimoire. Le Petit Albert n'est cependant ni un résumé ni une version abrégée du Grand Albert ; c'est un texte distinct, comme on peut le voir en comparant les deux ouvrages que Claude Seignolle a présentés l'un et l'autre dans Les Évangiles du Diable (Collection Bouquins).
L'auteur de ces deux ouvrages est en théorie (mais en théorie seulement) Albert le Grand, né vers 1193, théologien, professeur d'université, en particulier à la Sorbonne ; Albert le Grand a été canonisé. Il a laissé son nom à la place Maubert (étymologiquement : place du Maître Albert) à Paris.
Les écrits du Maître Albert ne sont évidemment pas imprimés à son époque. Ils le sont pour la première fois en France en 1651 par Beringos à Lyon, ce qui représente un écart de plus de 400 ans entre la date estimée de la rédaction et celle de l'impression, plage de temps qui ouvre de nombreuses possibilités d'évolution du texte et qui rendent l'attribution douteuse. 
C'est en 1668 que parait, toujours chez Beringos, « Les secrets merveilleux de la magie naturelle du petit Albert tirés de l'ouvrage latin intitulé Alberti Parvi Lucii Libellus de mirabilibus naturae arcanis... enrichi de figures mystérieuses, d'astrologie, physionomie... »
Le Grand et le Petit Albert se réclament d'Albert le Grand. Cette revendication n'est pas à prendre au pied de la lettre. Pour s'en tenir au Petit Albert, objet de cet article, il ne manque pas, au fil des pages, de références à des auteurs postérieurs à Albert le Grand, comme Paracelse ou Gianbattista Della Porta, ni de mentions d'événements non survenus ou d'objets inconnus à l'époque de Maître Albert. En se plaçant sous l'égide d'Albert le Grand, ces ouvrages cherchent une reconnaissance et une légitimité. Cette façon de se réclamer d'un grand auteur en lui attribuant ses propres écrits a été courante autrefois ; elle se veut respectueuse et tient de l'hommage ; elle n'est pas assimilable à une falsification moderne. D'ailleurs, le texte de l'ouvrage ne fait aucun effort pour tromper, et les références à des auteurs ou à des événements postérieurs à Albert le Grand y figurent sans travestissement. Dans l'édition utilisée par Seignolle, l'ouvrage comporte des recettes supplémentaires par rapport aux éditions antérieures. Ces ajouts sont regroupés en fin d'ouvrage et signalés comme tels dans l'« Avertissement qu'il faut lire » qui ouvre le livre.
À partir de 1850, le Grand et le Petit Albert sont publiés ensemble sous le titre global : La grande et véritable science cabalistique contenant : 1) 'Le Grand Albert, ses secrets merveilleux', 2) 'Les secrets mystiques de la magie naturelle du Petit Albert', 3) 'Le Dragon Rouge'.

### Réactions de l'Église

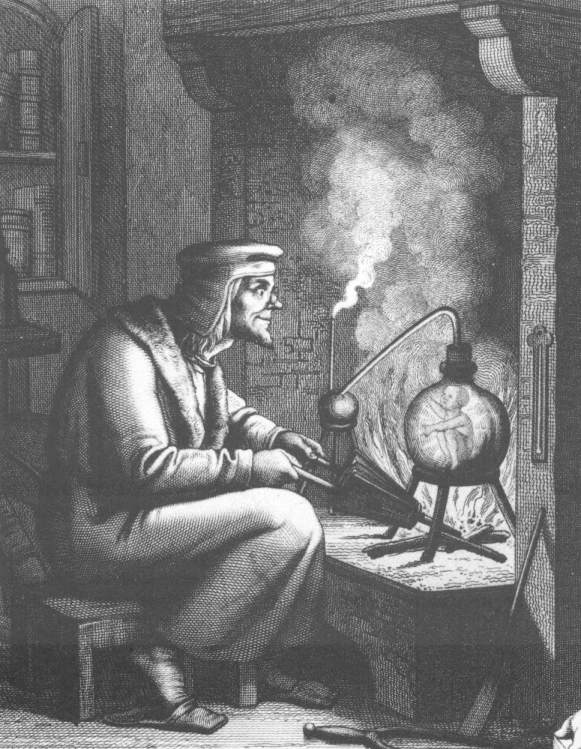
L'homoncule de Faust
Gravure du XIXe siècle.

La réaction de l'Église catholique au XIXe et au début du XXe est extrêmement négative, les deux « Albert » étant assimilés à de la magie noire. On les lit donc en cachette, on les cache sous une poutre au grenier, on se demande lequel des voisins pourrait en posséder un exemplaire. 
Comme on est quand même bon chrétien, on tente de faire bénir le livre par surprise : on le cache sous la nappe de l'autel, dans ce but. Les prêtres le savent ; ils inspectent les cachettes possibles avant la messe et font disparaître l'Albert s'ils en trouvent un. Les légendes fleurissent. On dit que le diable cherche à reprendre ses livres, on prétend aussi qu'il est dangereux de détruire soi-même un Albert, et qu'il faut le confier au prêtre à cet effet.
L'attitude de l'Église après la Révolution contraste avec le fait que l'ouvrage a eu une longue vie éditoriale nullement clandestine (éditions successives à Lyon) sous l'Ancien régime, et même avant le Siècle des Lumières, alors que l'Église avait toute latitude pour le faire interdire. 
Le livre est censuré indirectement de 1793 à 1815 quand la littérature de colportage est interdite, mais l'Église n'y est évidemment pour rien. 
D'autre part, la réputation sulfureuse propre à l'ouvrage à partir du XIXe siècle vient en partie des colporteurs qui avaient probablement vu le potentiel publicitaire de l'interdit. Si tel est le cas, cette stratégie commerciale est un succès (voir section suivante).

### Un phénomène éditorial
Les deux Alberts, vendus par colportage, indissociables de l'Almanach (un autre grand succès de l'édition populaire) ont fait la fortune de leurs éditeurs, puisque, d'après Claude Seignolle, il s'en est vendu 400 000 par an rien qu'en Ardenne Belge. C'est dire que chacun en possède un, même si chacun feint de s'indigner de l'existence de ces livres.
Le profil du lecteur n'est pas celui du sorcier, mais celui de l'individu lambda, qui à l'époque était cultivateur, et qui était même en général profondément chrétien, la France n'étant pas encore déchristianisée.
Ce succès est d'autant plus remarquable que ces livres ne sont d'aucune utilité pour le paysan, car les formules sont peu praticables. Même les recettes de cuisine (différentes compositions de vin épicé) nécessitent de nombreux ingrédients coûteux, difficiles à identifier et généralement absents de nos villages. 
Cependant, l'almanach qui accompagnait le livre rendait au moins les services d'un calendrier, fournissait un peu de lecture, faisait rêver.

## Contenu matériel du livre
Certaines des méthodes indiquées sont plutôt des recettes visant des buts extrêmement pratiques, du moins dans l'intention affichée car, à les lire de près, elles nécessitent souvent des ingrédients rares, coûteux, ou difficiles à identifier. Quelques-uns des buts recherchés : 
- Magie sexuelle (rendre une personne plus disposée ou au contraire moins)
- Moyens d'améliorer l'efficacité agricole (exemple : empêcher les oiseaux de manger les semailles)
- Moyens d'éviter différentes « incommodités » (en provenance des chiens, des loups…)
- Recettes de cuisine (principalement des vins « herbés »)
- Autres recettes de vie pratique (recette de savon par exemple)
- Moyens pour les personnes et les chevaux d'avancer vite et sans fatigue
- Fabrication d'une main de gloire (chandelle faite à partir d'un bras humain arraché à un pendu, utilisée par les cambrioleurs pour terrifier les habitants de la maison s'ils sont surpris).

Les personnes à qui les procédés sont destinés occupent tout l'éventail social. La main de gloire est un instrument apprécié des cambrioleurs. Les recettes de savon et l'eau de toilette, qui incluent de nombreux ingrédients coûteux venus du monde entier, sont probablement celles des  apothicaires des dames de la Cour.
D'autres parties du livre représentent l'exposé de théories alchimiques ou cabalistiques dont l'origine est attribuée principalement à Paracelse (Albert le Grand paraissant ici quelque peu oublié), par exemple :
- Pour faire des talismans de Paracelse pour tous les jours de la semaine
- Manière cabalistique de fixer le mercure qui doit servir aux talismans
- Pour faire d'autres talismans selon la méthode des cabalistes
- Des peuples qui habitent les quatre Éléments, sous les noms des salamandres, des gnomes, des sylphes et des nymphes
- Pour faire des parfums des sept planètes pour chaque jour de la semaine, pour les opérations cabalistiques
- Pour la découverte des trésors, et la manière de les sortir des endroits où ils sont cachés,
- Chandelle mystérieuse pour la découverte des trésors
- Tromperies des mandragores sophistiquées et artificielles
- Autre tromperie par la tête de saint Jean.
- Subtilités naturelles qui ont quelque chose qui donne de l'admiration

## Positionnement moral de l'ouvrage
Le livre ne contient aucune invocation du diable, ni aucun projet affiché de nuire gravement à son prochain. Les recettes de cuisine et de vie pratique en général occupent la plus grande partie des pages.
Toutefois, si l'on veut creuser la question, on remarquera qu'il vise la puissance, et que celle-ci peut toujours être utilisée en bien ou en mal[non neutre].
La même recette pour « nouer l'aiguillette » servira à l'une à obtenir une tranquillité temporaire, à l'autre à « castrer méchamment ». (l'ouvrage porte parfois de telles allusions)
De même, à les supposer réalisables, les « moyens de contrefaire les véritables perles d'Orient », ou ceux de « contrefaire du musc qui sera jugé aussi exquis que le naturel oriental », ou ceux « pour augmenter le poivre pilé de la moitié », pourront servir soit à tromper le client soit à lui offrir un produit de même qualité et de moindre prix.
Les recettes étant diverses, d'origines et d'utilité variées, il faudrait plutôt rechercher des morales au pluriel, autant que de recettes.
Une des plus clairement critiquables est celle concernant la main de gloire dont se servent les scélérats voleurs, pour entrer dans les maisons de nuit sans empêchement.
Moins macabre mais pas plus sympathique, celle « pour faire porter un fusil à l'extraordinaire » ; pour autant, ce n'est pas l'auteur du Petit Albert qui a inventé la guerre.
Certains chapitres (sur la supercherie de la fausse mandragore ou sur la supercherie de la tête de saint Jean, qui parle grâce à un système caché de porte-voix) peuvent néanmoins être considérés comme un début d'éveil à l'esprit critique, que relayera l'abbé Laurent Bordelon dans L’histoire des imaginations extravagantes de Monsieur Oufle (1710), un roman critiquant les méfaits des livres de magie et qui sera très populaire au XVIIIe siècle.
En résumé : le positionnement moral global de l'Albert n'est remarquable ni en bien ni en mal, à supposer qu'il soit légitime de parler de positionnement global pour un livre dont le processus d'établissement du texte se compte en siècles et qui par ailleurs enfile comme des perles sur un fil des recettes d'origines diverses.
En revanche, on sera plus critique sur sa large diffusion au XIXe siècle, époque où la science n'était plus balbutiante et où les « merveilleux secrets » révélés par l'ouvrage n'avaient plus d'intérêt autre qu'historique.

## Intérêt ethnologique

### Ethnologie des peurs
Même si le Petit Albert n'avait d'intérêt qu'ethnologique, il mériterait déjà la lecture par son ancienneté, et par la façon dont il nous mène en profondeur dans les mentalités anciennes.
Chaque fois qu'une méthode ou une recette promet de maîtriser un domaine (magie sexuelle, recherche des richesses ou de la sécurité, protection contre les dangers), elle nous désigne en même temps les terrains où le lecteur se sent impuissant ; elle nous fait l'ethnologie de ses manques, de ses peurs et des menaces qui pèsent sur lui ; c'est donc avec intérêt que nous apprenons les domaines dans lesquels le lecteur de l'Albert souhaite augmenter son pouvoir parce qu'il se sent désarmé ; pêle mêle : l'amour, la production agricole, les dégâts des oiseaux, la morsure des loups, le prix du poivre, la peste, les boutons sur le visage, les cambrioleurs armés d'une « main de gloire », la mauvaise haleine, les juges qui vous passent à la question, le vin qui se gâte si on ne l'enrichit pas d'épices, les distances que, sans moyens de transports modernes, on ne franchit qu'à grand peine, et d'autres choses encore.

### Ethnologie des mentalités
Le Petit Albert montre en action une mentalité ancienne absolument incapable, ou absolument pas désireuse, de faire de distinction entre le naturel et le surnaturel. Tout ce qui a quelque efficacité (réelle ou supposée) est considéré comme un « merveilleux secret », qu'il s'agisse d'une recette de vinaigre ou de la transformation d'une mandragore en homoncule.
Il s'ensuit que le champ de la magie est (selon les savants auteurs du livre), inexistant (le surnaturel n'étant que du naturel provisoirement inexpliqué), mais il s'ensuit aussi que, sous un autre angle, et peut-être pour le plus grand nombre, ce champ peut être considéré comme illimité puisqu'englobant tout procédé susceptible de produire un effet quelconque.
On comprend mieux comment les accusations de sorcellerie ont pu être à ce point généralisées, car, si tout procédé est magie lorsqu'il nous sert, tout procédé devient aussi potentiellement susceptible d'être qualifié de magie noire et de sorcellerie lorsqu'il nous dessert.
On devine aussi une société où le macabre tient une grande place. Parmi les recettes du livre, la hideuse main de gloire (bras humain transformé en chandelier) n'est pas la plus difficile à réaliser. Il « suffit », après tout, de savoir où trouver un gibet avec un pendu qui se décompose et dont on peut tirer un bras. Et ce n'est pas la moins efficace : la terreur de celui devant qui le cambrioleur la brandira est garantie.

### Ethnologie minière

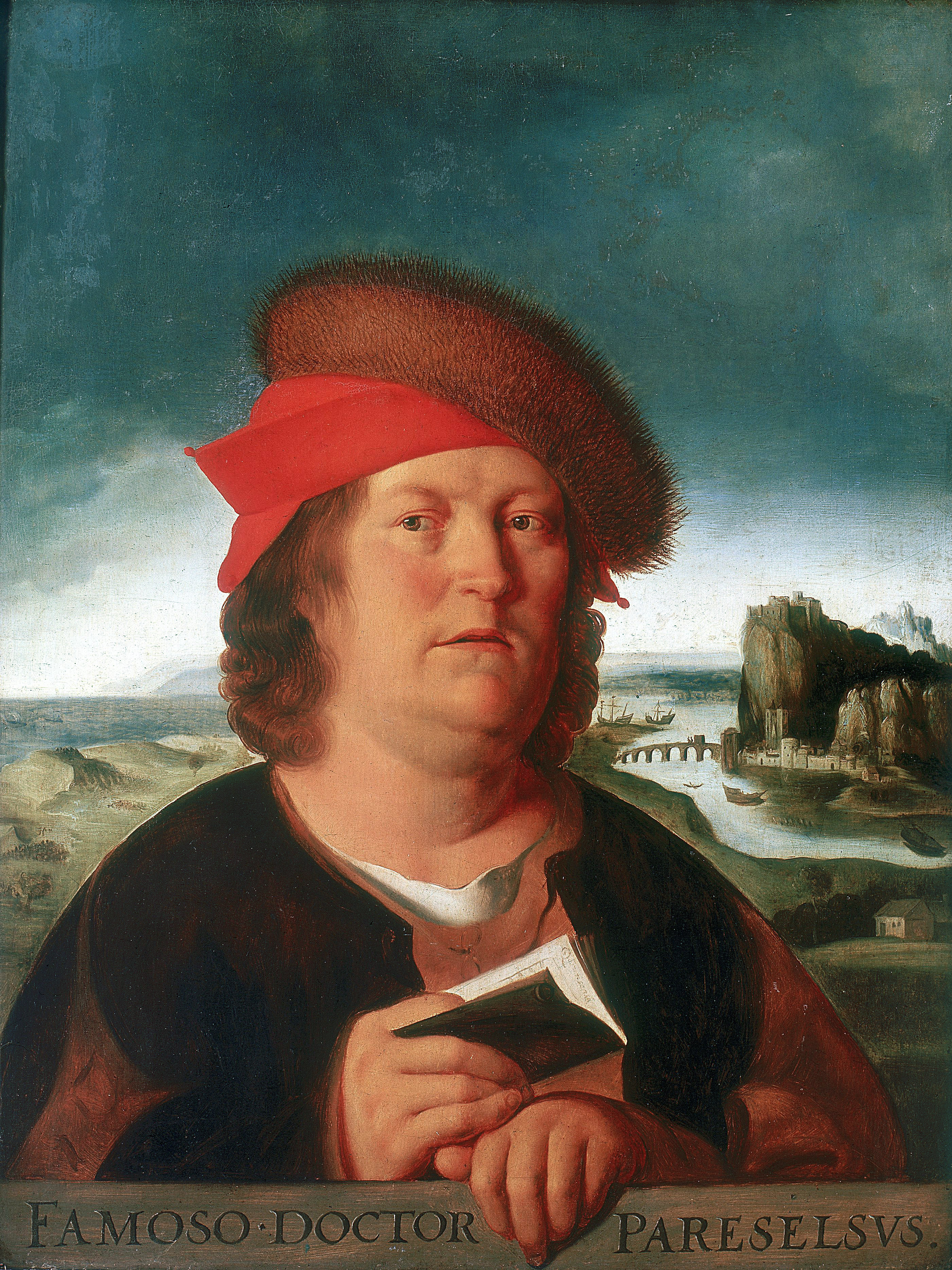
Paracelse.

La recherche de trésors (biens enterrés par leurs propriétaires ou filons miniers) est assez longuement développée et se réclame du traité De la philosophie occulte, autrefois attribué à Paracelse. Ce qui est préconisé est ce qui suit :
- rechercher des indices, principalement une réputation d'endroit hanté et la présence de « feux volants, tumultes et fracas » ;

- interroger les gens, tout en se méfiant des « femmelettes » à « visions chimériques » ; se faire son propre avis en venant passer la nuit à l'endroit que l'on suppose (et souhaite) hanté ;

- s'intéresser à l'histoire ancienne du lieu, principalement pour la recherche de trésors enterrés par des personnes ; anciennes demeures de qualité, anciens châteaux, vieilles églises, chapelles ruinées ont toutes chances d'en receler ;

- savoir traiter avec les Gnomes gardiens des trésors ;

- ne pas s'effrayer des visions d'épouvantes qu'ils susciteront, car il  n'y aura pas d'attaque physique ;

- savoir que « si quelques-uns sont morts dans les cavités souterraines, en faisant la recherche, cela est peut-être arrivé, ou par l'infection de ces lieux, ou par l'imprudence des travailleurs, qui n'appuient pas solidement les endroits qu'ils creusent, quand ils sont ensevelis sous les ruines » ;

- éviter de garder le silence car « c'est le moyen de s'épouvanter plus facilement par les imaginations fantastiques » ; éviter aussi la grossièreté pour ne pas risquer d'offenser les gardiens du trésor ; parler doucement et naturellement de choses sensées ;

- réciter à haute voix l'Oraison des Salamandres (voir ci-après) « ce sera le moyen d'empêcher que les esprits n'emportent plus loin le trésor, se rendant attentifs aux mystérieuses paroles que l'on récitera » ;

- si l'on trouve des « matières viles et abjectes », savoir qu'il s'agit peut-être d'un trésor transformé par ses gardiens  ;

- utiliser une chandelle faite de suif humain, elle pétillera à l'approche du trésor (« secret »  attribué à Cardan et non à Paracelse) ;

- « quand on a des raisons solides pour croire que ce sont des esprits des hommes défunts qui gardent les trésors, il est bon d'avoir des cierges bénis au lieu de chandelles communes, et les conjurer de la part de Dieu, de déclarer si l'on peut faire quelque chose pour les mettre en lieu de bon repos; et il ne faudra jamais manquer d'exécuter ce qu'ils auront demandé ».

Paracelse connaissait bien le milieu des mineurs du monde germanique, qui lui a donné l'occasion de pratiquer un début de médecine du travail.

### Ethnologie des premiers savants
L'intention des alchimistes et des disciples de Paracelse était scientifique, même s'ils ont exploré quelques impasses et si la science d'aujourd'hui est fort différente.
Il est donc intéressant de savoir dans quelles directions leurs intuitions les poussaient. Le Petit Albert nous en indique quelques-unes :
- Confection de talismans en gravant des plaques de métal ; l'efficacité supposée est atteinte quand on connaît les affinités entre métaux, conjonctions astrales appropriées, planètes et effets, et que l'on demande ce qu'il faut, comme il faut et à qui il faut ; par exemple : l'or correspond à Jupiter et au Soleil, et permet d'obtenir la bienveillance des puissants ;

- Croyance en divers petits peuples d'élémentaires qui animaient la nature et qu'il fallait se concilier ; Gnomes (la terre), Salamandres (le feu), Sylphes (l'air), Nymphes (l'eau) ; « Je révolterai peut-être bien des gens contre moi, si je dis qu'il y a des créatures dans les quatre éléments qui ne sont ni de purs animaux, ni des hommes, quoiqu'ils en aient la figure et le raisonnement, sans en avoir l'âme raisonnable. Le célèbre Paracelse en parle encore plus clairement, en disant que ces peuples des Éléments ne sont point de la tige d'Adam, quoiqu'ils paraissent de véritables hommes, mais que c'est un genre et une espèce de créatures, toujours différentes de la nôtre. Porphire enchérissant sur Paracelse, dit, que non-seulement ces créatures sont raisonnables, mais même qu'elles adorent et reconnaissent Dieu par un culte de religion » ;

- Fabrication d'un homoncule  à partir d'une racine de mandragore ;

- Fabrication d'un homoncule en perçant un œuf de poule pour y introduire du sperme humain ;

- Fabrication de l'or à partir de « métaux vils ».

## Positionnement philosophique de l'ouvrage
La mentalité qui sous-tend l'ouvrage est difficile à appréhender pour le lecteur moderne, car science, vie pratique, magie et religion y sont inextricablement mêlées, soit par incapacité conceptuelle de les dissocier, soit par recherche d'une puissance totale.
L'ouvrage est moins naïf qu'on pourrait croire, mais appartient à une autre époque. 
La démarche est celle de l'alchimie, ancêtre (lointain) de la chimie et des autres sciences. L'intention est bien scientifique et technique  : pénétrer et utiliser les secrets de la nature. Le Petit Albert place le lecteur devant les premiers essais pour réaliser ces projets, même si la science moderne a pris ensuite de tout autres chemins.

### Rapport à la religion
La référence à Saint Albert le Grand témoigne de la volonté de rester dans le giron de l'Église.
Toutefois, l'auteur du livre semble bien conscient que le projet de connaissance intime et de maîtrise de la nature est difficile à faire approuver par l'Église.
Il se défend de pratiquer la magie :
« [...] l'auteur, à qui on l'attribue, ayant été un de ces grands hommes, qui par le peuple ignorant ont été accusés de magie ; (c'était autrefois le sort de tous les grands esprits qui possédaient quelque chose d'extraordinaire dans les sciences, de les traiter de magiciens.) C'est peut-être par cette raison que ce petit trésor est devenu si rare ; parce que les superstitieux ont fait scrupule de s'en servir, il s'est presque comme perdu [...] »
C'est pourquoi, il tente de se justifier, il affirme que la Nature, même une fois qu'on la connait, reste subordonnée à Dieu  ; un exemple de telles affirmations de soumission se trouve dans cette intéressante Oraison des Salamandres : 
« Immortel, éternel, ineffable et sacré père de toutes choses, qui est porté sur le charriot roulant sans cesse des mondes qui tournent toujours. Dominateur des campagnes éthéréennes, où est le trône de ta puissance, du haut duquel tes yeux redoutables découvrent tout, et tes saintes oreilles écoutent tout. Exauce tes enfants, que tu as aimés dès la naissance des siècles ; car ta durée et grande et éternelle majesté resplendit au-dessus du monde et au ciel des étoiles. Tu es élevé sur elles, ô feu étincelant, et tu t'allumes et t'entretiens toi-même par ta propre splendeur, et il sort de ton essence des ruisseaux intarissables de lumières qui nourrissent ton esprit infini. Cet esprit produit toutes choses, et fait ce trésor inépuisable de matière, qui ne peut manquer à la génération qu'il environne toujours à cause des formes sans nombre dont elle est enceinte, et  dont tu l'as remplie au commencement ...  Tu les as établies supérieures aux anges qui annoncent au monde tes volontés ... Notre continuel exercice est de te louer et d'adorer tes désirs ... Âme, esprit, harmonie et nombre de toutes choses, conserve-nous et nous sois propice. Amen. »

### Par rapport à la science

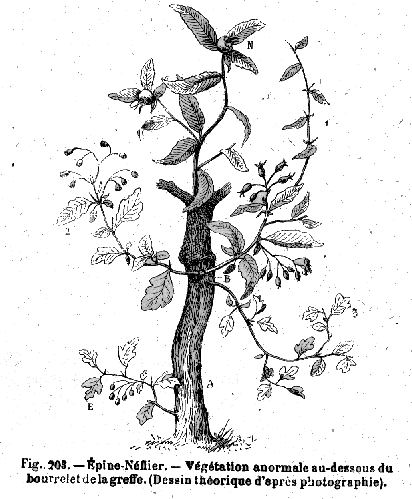
Un exemple de chimère botanique, le genre + Crataemespilus, hybride de Crataegus et de Mespilus.

Le surnaturel apparent n'est que du naturel encore insuffisamment étudié :
« Il est bon d'avertir pareillement mes lecteurs, que, tout surprenants que puissent paraître les secrets que je leur propose dans ce petit volume, ils n'excèdent point les forces occultes de la nature ; c'est-à-dire, de tous les êtres créés qui sont épars dans ce vaste univers, soit dans les cieux, dans les airs, sur la terre et dans les eaux. Car ainsi qu'il est écrit que le sage dominera les astres, par sa prudence, de même doit-on être persuadé que les astres par leurs aimables influences profiteront au sage qui sera instruit de leur ascendant. »
Pénétrer les secrets de la nature pour en tirer des techniques et améliorer sa vie : le projet est tout scientifique, même si la science moderne est devenue fort différente.
Certaines intuitions alchimiques exprimées dans le livre ne sont pas sans valeur. L'idée de transmutation des métaux signale l'intuition qu'en pénétrant au cœur de la matière, on peut provoquer une réaction chimique. La tentative d'humaniser une mandragore parait moins folle si l'on songe qu'une cellule animale n'est pas sans points communs avec une cellule végétale ; et d'ailleurs, transmuter de la chair de plante en chair humaine, nous le faisons chaque fois que nous digérons un morceau de pain. L'essai de fabrication d'un homoncule en introduisant du sperme dans un œuf fait penser à une chimère (génétique)  comme celles qui sortent des laboratoires contemporains.
L'alchimie est un chemin sur lequel l'homme de science a fait quelques pas sans toutefois vouloir poursuivre. Ce chemin mérite qu'on lui accorde quelque intérêt au moins à titre historique.

### Texte
- Voltaire évoque cet ouvrage dans ses Questions sur l'Encyclopédie, à propos des « Enchantements pour se faire aimer »[4].
- Claude Seignolle, Les Évangiles du Diable, Paris, Robert Laffont, collection « Bouquins », dépôt légal 2000 ; le Petit Albert y occupe les pages 807 à 895.
- Catalogue Alphabétique des Textes Astrologiques Français (C.A.T.A.F.) : Lettres A et B par Jacques Halbronn, docteur ès-lettres   lecture en ligne